# Balacra kivensis
Balacra kivensis là một loài bướm đêm thuộc phân họ Arctiinae, họ Erebidae.